# 刘镜澄

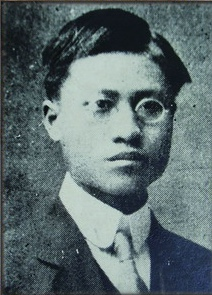
刘镜澄。

刘镜澄（1886年—1968年），江苏镇江人。金陵大学附属中学教师，1925年因非基督教运动任代理校长。

## 生平
毕业于汇文书院成美馆和金陵大学英文专业，曾任《金陵光》创刊号副主编。毕业后受校董事会委派，出任金大附中学监，兼教英文。受非基督教运动及由此引发的收回教育权运动影响，金大附中虽没有受到大规模直接的冲击，但宗教活动不能直接进行。1924年，刘镜澄接替威尔伯·威尔逊，任金陵中学代理校长。1926年由刘靖夫接任。1927年为躲避北伐战争，至上海商务印书馆担任翻译。抗战胜利后担任训导主任，1950年至1951年出任副校长:27-28。
刘镜澄对学生在校期间的考核非常严格。他的计分方法很特别，课堂问答(包括作业)分数与月考分数相平均，月考分数又与期考分数相平均。及格分数升级，否则留级。那时学校有个规定，升级并非全课程升级，要看各课程的分数线。例如七门课中六门及格，一门不及格，这一门不及格的留级再读。